# 卡路魯馬冶煉廠
卡路魯馬錫冶煉廠（英語：Karuruma tin smelter）是位於盧旺達首都基加利的一座錫冶煉廠，目前由魯納冶煉有限公司（英語：LuNa Smelter Limited）負責營運，前任运营者為鳳凰金屬有限公司（英語：Phoenix Metal Limited）。
卡路魯馬冶煉廠建於1980年代初期，負責將盧旺達礦業協會（法語：Société des Mines du Rwanda，簡稱SOMIRWA）提供的錫精礦熔煉成錫。1985年，該冶煉廠由於盧旺達礦業協會倒閉而關閉。1990年，冶煉廠重啟營運，並由ALICOM公司接手。1994年4月，盧旺達發生針對圖西族人的大屠殺，冶煉廠再次關閉。之後，盧旺達政府接手冶煉廠，並因推行國營企業私有化的政策而將其出售。

## NMC冶金公司
2002年，NMC冶金公司（英語：NMC Metallurgie）將卡路魯馬冶煉廠買下，但由於工廠長年停擺，因此直至2003年底才得以復工。復工前的這段時間，為確保復工後的生產效率能提高，技術團隊將資金用於修復工廠，並進口和安裝欠缺的設備。這些設備於2003年6月和12月皆測試成功，使得工廠得以在年底投入營運。2005年，NMC冶金公司改名為鳳凰金屬公司（英語：Phoenix Metal Limited），並修改公司的章程大綱。之後，由於電費過高、供電不穩定以及原料材質品質不佳等因素，冶煉廠再次停工。
2006年，冶煉廠測試了一道基於放熱原理的新製程。儘管測試成功，惟電價於2005年12月二度上漲，且先前供電不穩定和原料品質低下等問題未能解決，因此新製程的正面效益未能充分發揮。冶煉廠私有化五年後，公司根據當年簽署的協議中的條款進行審計，並針對落實的情況發布了完整的技術和財務報告。各方並達成共識，鳳凰金屬公司不再須要履行任何義務，鳳凰金屬公司則保證將盡早重啟冶煉廠的運作。
2017年，鳳凰金屬公司因破產而遭盧旺達政府以12億盧旺達法郎收購。

## 冶煉廠
冶煉廠由比利時人建造，於1980年建成啟用，負責冶煉該地區的錫石。冶煉廠最初每日能冶煉10公噸的錫石，之後產量增至每日15公噸。
該廠設有兩座電弧爐，三座精煉爐，與兩座偏析爐。兩座電弧爐每日可熔煉10至15公噸的錫精礦爐料，三座精煉爐負責控制熔煉純度，兩座偏析爐負責回收爐渣。

## 礦石業務

### 礦石處理
由於盧旺達部分採礦業者缺乏清洗礦物的設備和技術，鳳凰金屬公司為這些業者提供礦物清洗服務，並根據每家業者出口合約的要求處理礦物。為提供這些服務，鳳凰金屬公司擁有碎石機、研磨機、螺旋分離機、乾式搖洗桌、濕式搖洗桌和磁選機等設備。

### 礦石交易
由於冶煉廠不再營運，鳳凰金屬公司如今的業務以礦石交易為主。鳳凰金屬公司交易的礦石種類如下：
1. 錫石
2. 鎢
3. 鉭鐵礦
4. 綠柱石
5. 錫渣

希德洛發展公司（英語：Sideral Development）為鳳凰金屬公司的主要客戶，負責為其購買礦物提供資金。

## 外部連結
- 鳳凰金屬公司官方網站 （页面存档备份，存于）